# (9224) Železný
(9224) Železný – planetoida z grupy pasa głównego asteroid okrążająca Słońce w ciągu 3 lat i 240 dni w średniej odległości 2,37 j.a. Została odkryta 10 stycznia 1996 roku w Obserwatorium Kleť w pobliżu Czeskich Budziejowic przez Miloša Tichego i Zdenka Moravca. Nazwa planetoidy pochodzi od Jana Železnego (ur. 1966), czeskiego lekkoatlety rzucającego oszczepem. Przed jej nadaniem planetoida nosiła oznaczenie tymczasowe (9224) 1996 AE.